# Léon Salleron
Ne doit pas être confondu avec Claude Salleron.
Claude Augustin Léon Salleron, né le 29 décembre 1820 à Paris et mort le 19 novembre 1904 à Versailles, est un architecte français.

## Biographie
Petit-neveu de Claude Salleron, Léon Salleron est l'élève de Félix Duban et Auguste Rougevin à l'école des beaux arts de Paris, qu'il intègre en 1842, suivant parallèlement les cours de l'École centrale des arts et manufactures (promotion 1844).
Une fois ses études terminées, il entre comme conducteur de travaux à la Ville de Paris. Il y fait toute sa carrière et prend sa retraite en tant qu'architecte de 1re classe en 1879. Il est également membre du conseil d'architecture de la préfecture de Paris.
Au-delà de son activité pour la ville de Paris, Salleron réalise un grand nombre de travaux dans le secteur privée (hôtels particuliers et immeubles à loyers à Paris, châteaux et villas à Versailles et en province).
Il est distingué par des prix aux expositions universelles de 1873, 1875 et 1878, ainsi que par une médaille de la Société centrale des architectes (1880). Il est fait chevalier de la Légion d’honneur en 1884.
Il meurt le 19 novembre 1904 à Versailles. Il est enterré au cimetière du Père-Lachaise (41e division).
Il est le beau-père de Pierre Bonnassieux et d'Eugène Homberg.

## Principales réalisations

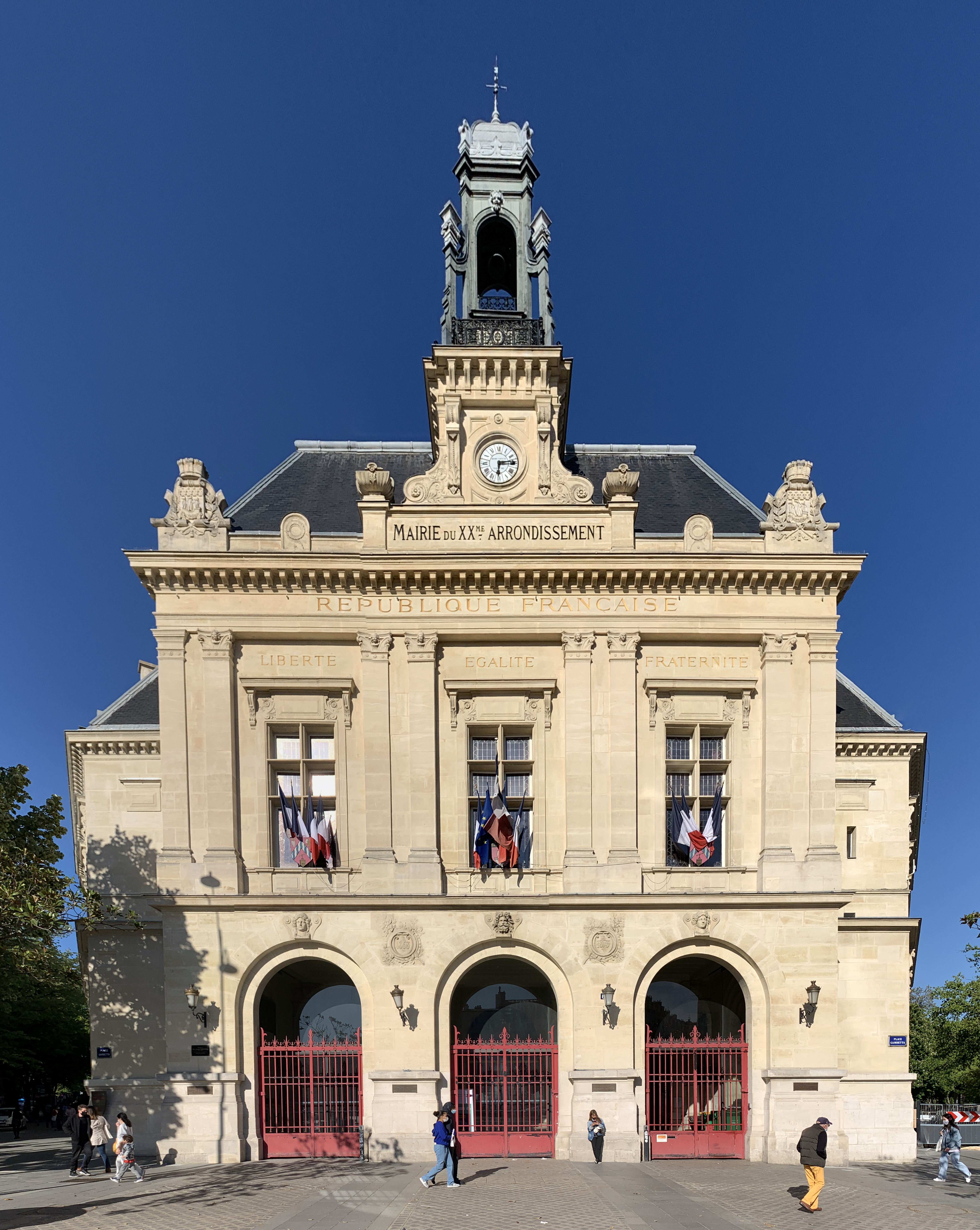
Mairie du.

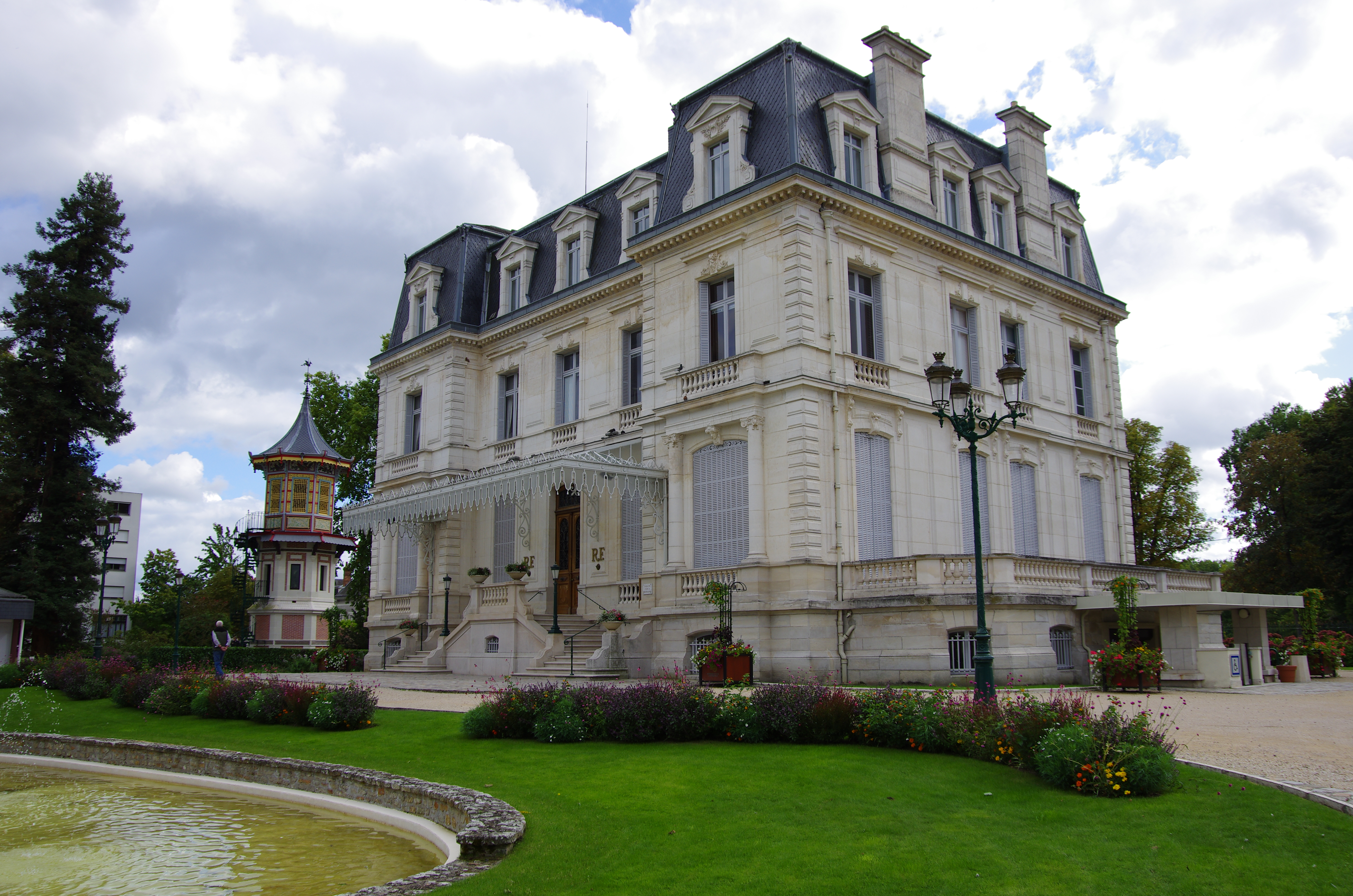
Hôtel de ville de Romorantin-Lanthenay dit Hôtel Lionel-Normant.

- 1887 - 1897 : Mairie du 20e arrondissement de Paris[2]
- 1905 : achèvement de la mairie du 18e arrondissement de Paris (suite de Marcellin Varcollier)[3]
- site Molitor de l'INSPE de Paris (ex-École normale d'instituteurs de Paris), 10 rue Molitor[4],[5]
- asile, rue du Jourdain[4]
- école, 21 rue Milton dans le 9e arrondissement de Paris[6]
- école, 9 rue Blanche dans le 9e arrondissement de Paris[4]
- collège Claude Debussy (ex-école primaire), 4 place du Commerce dans le 15e arrondissement de Paris[6]
- école, 17 rue Boileau, dans le 16e arrondissement de Paris[6]
- école, 1 rue Foyatier, dans le 18e arrondissement de Paris[6]
- école, 62 rue Lepic, dans le 18e arrondissement de Paris[6]
- école, 75-77 boulevard de Belleville dans le 11e arrondissement de Paris[4]
- école, 2 rue Fessart dans le 19e arrondissement de Paris[4]
- école, 14-16 rue Riblette dans le 20e arrondissement de Paris[4]
- école, 16 rue Julien-Lacroix dans le 20e arrondissement de Paris[6]
- école, 293 rue des Pyrénées dans le 20e arrondissement de Paris[6]
- école, 70 rue des Haies dans le 20e arrondissement de Paris[6]
- hôtel, 77 rue du Faubourg-Saint-Honoré dans le 8e arrondissement de Paris[7]
- hôtel, 33 rue Monge, Paris[6]
- hôtel, 48 rue de Bourgogne, Paris[6]
- œuvre de l'hospitalité de nuit, 33 rue Doudeauville, Paris[6]
- tombeau, Pavilly[6]
- tombeau, Versailles[6]
- des châteaux et de villas à Versailles[7]
- hôtel de ville de Romorantin-Lanthenay

## Distinctions
- Médaille à l'exposition universelle de 1873[8]
- Médaille à l'exposition universelle de Londres en 1875[8]
- 2e médaille à l'exposition universelle de 1878 pour les plans de la Mairie de Belleville (mairie du 20e), de l'asile de la rue du Jourdain, et des groupes scolaires de Belleville et de la rue Riblette[8]
- Médaille de bronze à l'exposition universelle de Paris de 1889[8]
- Chevalier de l'ordre national de la Légion d'honneur le 31 décembre 1884[9]